# غوستاف الثاني أدولف
غوستاف الثاني أدولف (9 ديسمبر 1594 - 6 نوفمبر 1632)، ويعرف باسمه اللاتيني غوستافوس (الثاني) أدولفوس وأحيانا حسب غوستاف أدولف العظيم (بالسويدية : Gustav Adolf den store)، يعتبر أعظم ملوك السويد وأحد أهم الشخصيات البروتستانتية.يعتبر في جميع المراجع العسكرية أبو الحرب

## خلافته لكارل التاسع وسنة حكمه الأولى
ولد غوستافوس أدولفوس في ستوكهولم ابناً لكارل التاسع ملك السويد من سلالة فاسا من زوجته الثانية كريستينا من هولشتاين-غوتورب. ورث العرش بعد وفاة والده في سن السابعة عشرة سنة 1611. هدفت سياسته إلى إعادة تنظيم الحدود

## الحرب مع بولندا
و لكن الصراع الذي كان يشغل اهتمامه كان مع بولندا، حيث يتآمر الملك سيغيسموند الثالث (من نفس عائلة غوستاف الثاني) لإستعادت عرش السويد الذي اضطر لتركه إلى والد غوستاف خلال صراعات دينية سبقت حرب الثلاثين. استمرت الحرب لمدة اثني عشر عاما، وشهدت تدخل الدانمرك حليفة السويد، والنمسا لصالح البولنديين. ولئن أُجبر كريستيان الرابع ملك الدانمرك على التنازل حيال التقدم النمساوي (صلح لوبيك 1629)، فإن غوستافو الثاني تمكن من إخضاع سيغيسموند، مسلماً إيّاه حتى أراضي ليفونيا.

## حرب الثلاثين عاماً
عززت هزيمة بولندا عسكريا الروابط مع الإمبراطور، والذي لمّا احتل بوميرانيا كان على اتصال مباشر مع القوة الإسكندنافية. وفي الواقع أن السويد قد قفزت إلى الطليعة في الشؤون الأوروبية، وحققت ازدهاراً اقتصاديا غير مسبوق بفضل التطورات في مجال التعدين والإنتاج الزراعي. كانت لدى غوستاف الثاني النية لجعل بحر البلطيق بحراً سويدياً، ونظر إلى التقدم النمساوي في بوميرانيا مثابة إعلان جديد للحرب. لذا وثـّق التحالف مع فرنسا سنة 1631 وجنّد قوات جديدة تم تدريبها بانضباط صارم جداً. نزل السويديون جزيرة أوزيدوم وهاجموا بوميرانيا، مسلحين بأحدث الأسلحة ومقتنعين وموحدين بإيمانهم البروتستانتي. ابتسمت الحرب لغوستاف منذ المواجهات الأولى : تم احتلال العديد من المعاقل وحقق انتصارين هامين في معركتي برايتنفيلد ولايبزيش. ثم احتل الإسنكدنافيون ميونخ وماينتس.

## لوتسن وموت الملك
أعاد الإمبراطوريون المرعوبون من التقدم السويدي تنظيم صفوفهم، ووضعوا الجنرال فالينشتاين على رأس الجيش. قرر غوستاف الثاني بقواته المتحمسة بالانتصارات السهلة مهاجمة الألمان قرب لوتسن. واندلعت المعركة بضراوة شديدة ونادرة، وفي نهاية انتصر السويديون. ولكن، سقط الملك غوستاف الثاني أدولف قتيلا مصاباً بقذيفة قبل أن يتمكن من تأكيد الانتصار. عُهد بخلافته إلى ابنته كريستينا الأولى.

## روابط خارجية
- غوستاف الثاني أدولف على موقع الموسوعة البريطانية (الإنجليزية)
- غوستاف الثاني أدولف على موقع إن إن دي بي (الإنجليزية)